# Eupoecilia quinaspinalis
Eupoecilia quinaspinalis es una especie de polilla del género Eupoecilia, familia Tortricidae.
Fue descrita científicamente por X.Zhang & H.H.Li en 2008.

## Distribución
Se encuentra en China.